# Біу

Основні геологічні особливості поблизу Камерунської лінії

10°40′42″ пн. ш. 12°0′19″ сх. д. / 10.67833° пн. ш. 12.00528° сх. д.
Біу — вулканічне поле, що розташовано на північному сході Нігерії, в штаті Борно. Має площу близько 5200 км² і середню висоту 700 м. Плато знаходиться між Верхнім басейном Бінуе  на південь і Чадською котловиною на північ.
Існують свідчення ранньої вулканічної активності в районі під час крейдового періоду, який закінчився близько 66 мільйонів років тому. Проте плато було утворено наприкінці міоцену і має велику кількість пліоценових базальтових інтрузій, також у породах вивержених лав присутні ксеноліти и перідотити. Активність відновилась в четвертинний період у вигляді малопотужних потоків лав, що лишили за собою невеликі шлакові конуси і заповнені долини. Більшість базальтів датуються 7–2 мільйонів років тому, але деякі мають менше мільйона років. Плато має безліч дрібних пірокластичних конусів, утворених вибухами, коли вода проникла вниз і входила в контакт з гарячою лавою. Існує ціла низка добре збережених вулканічних конусів, що здіймаються над плато вздовж осі NNW-SSE у вулканічній зоні Мірінга.
Деякі геологи вважають, що вулканічна активність на плато Біу пов'язане з активністю Камерунської лінії на півдні.